# Lehaucourt
Pour l’article ayant un titre homophone, voir Louis Samuel Béchet de Léocour.
Lehaucourt (anciennement Le Haucourt) est une commune française située dans le département de l'Aisne, en région Hauts-de-France.

## Géographie

### Localisation

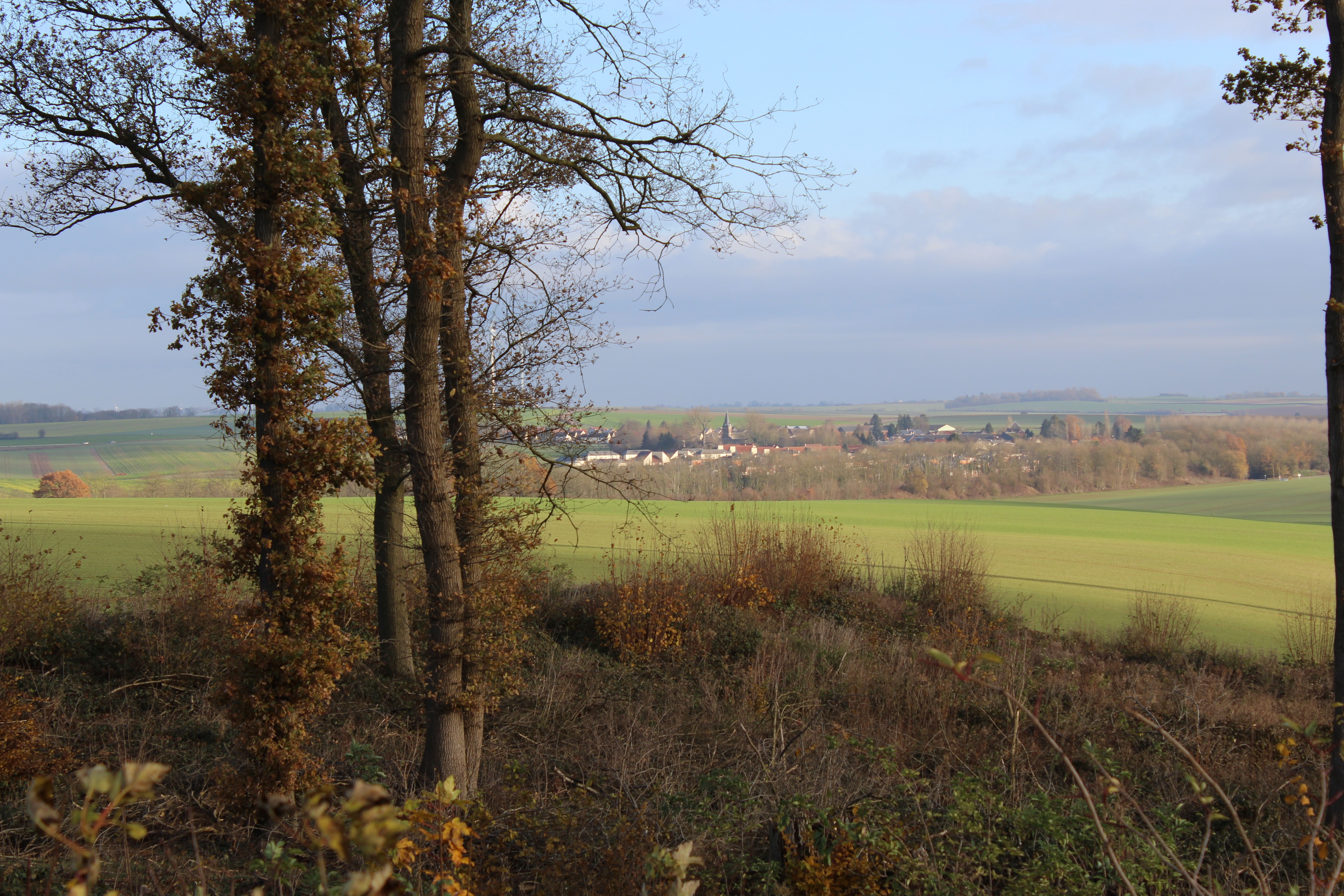
Vue du village depuis la route de Cambrai.

Lehaucourt est un village périurbain du Vermandois situé à 9 km au nord de Saint-Quentin et une trentaine de kilomètres au sud de Cambrai.
Sa limite ouest est constituée par l'ancienne route nationale 44 (actuelle RD 1044).
Elle fait partie de la zone d'emploi et du bassin de vie de Saint-Quentin.

### Communes limitrophes
Les communes limitrophes sont  Bellenglise, Fayet, Gricourt, Lesdins, Levergies, Magny-la-Fosse, Omissy et Pontruet.
| Bellenglise | Magny-la-Fosse | Levergies |
| Pontruet    | Lehaucourt     | Lesdins   |
|             | Gricourt       | Omissy    |

### Hydrographie

#### Réseau hydrographique
La commune est située dans le bassin Artois-Picardie. Elle est drainée par le canal de St-Quentin bief de partage de l'écluse 18 Lesdins à l'écluse 17 Bosquet.
Le canal de Saint-Quentin, long de 92,5 km, assure la jonction entre l'Oise, la Somme et l'Escaut et met en relation le Bassin parisien, le Nord de la France et la Belgique. La commune est traversée par le bief de partage. Le tunnel du Tronquoy a sa sortie nord sur la commune.

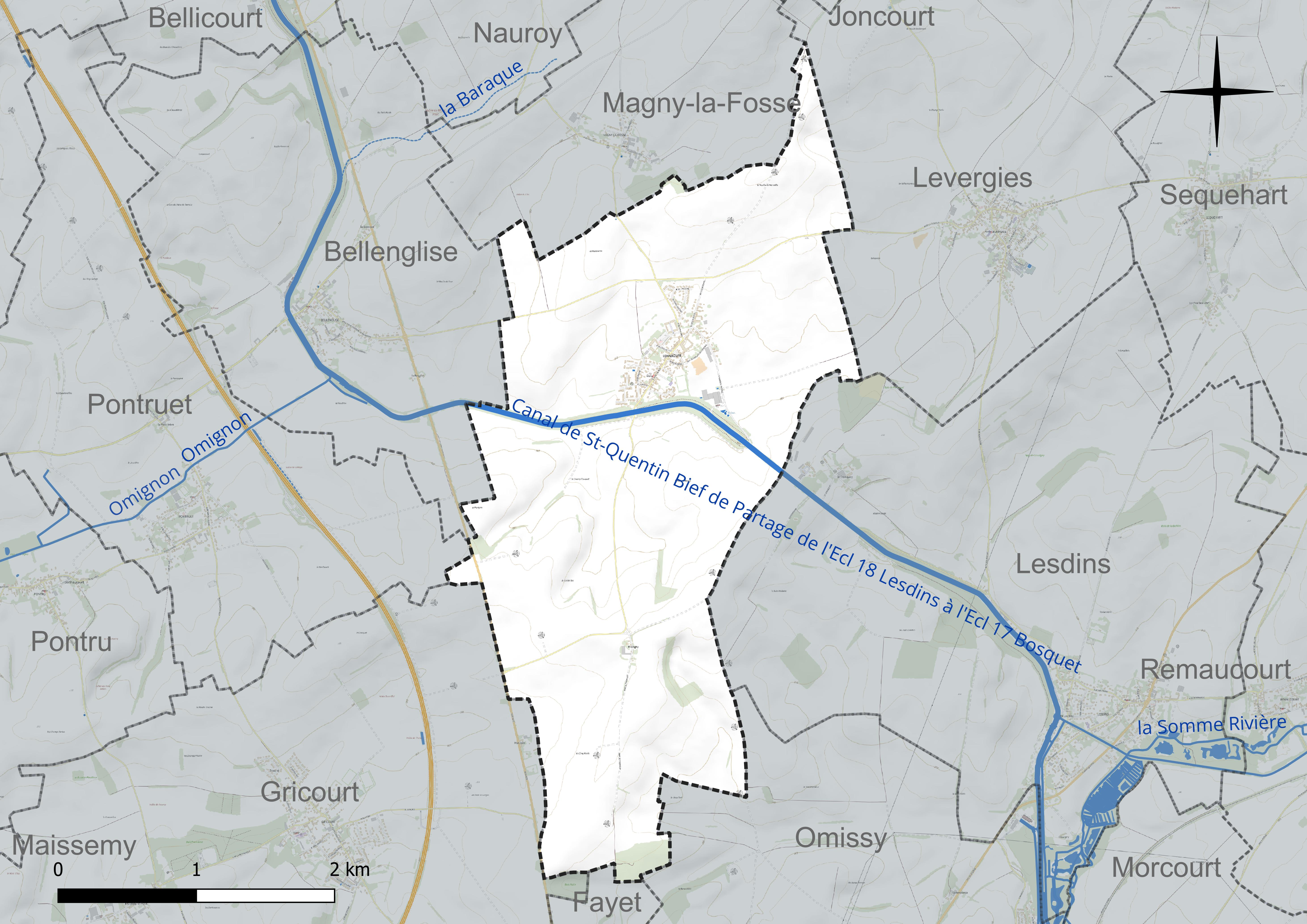
Réseau hydrographique de Lehaucourt.

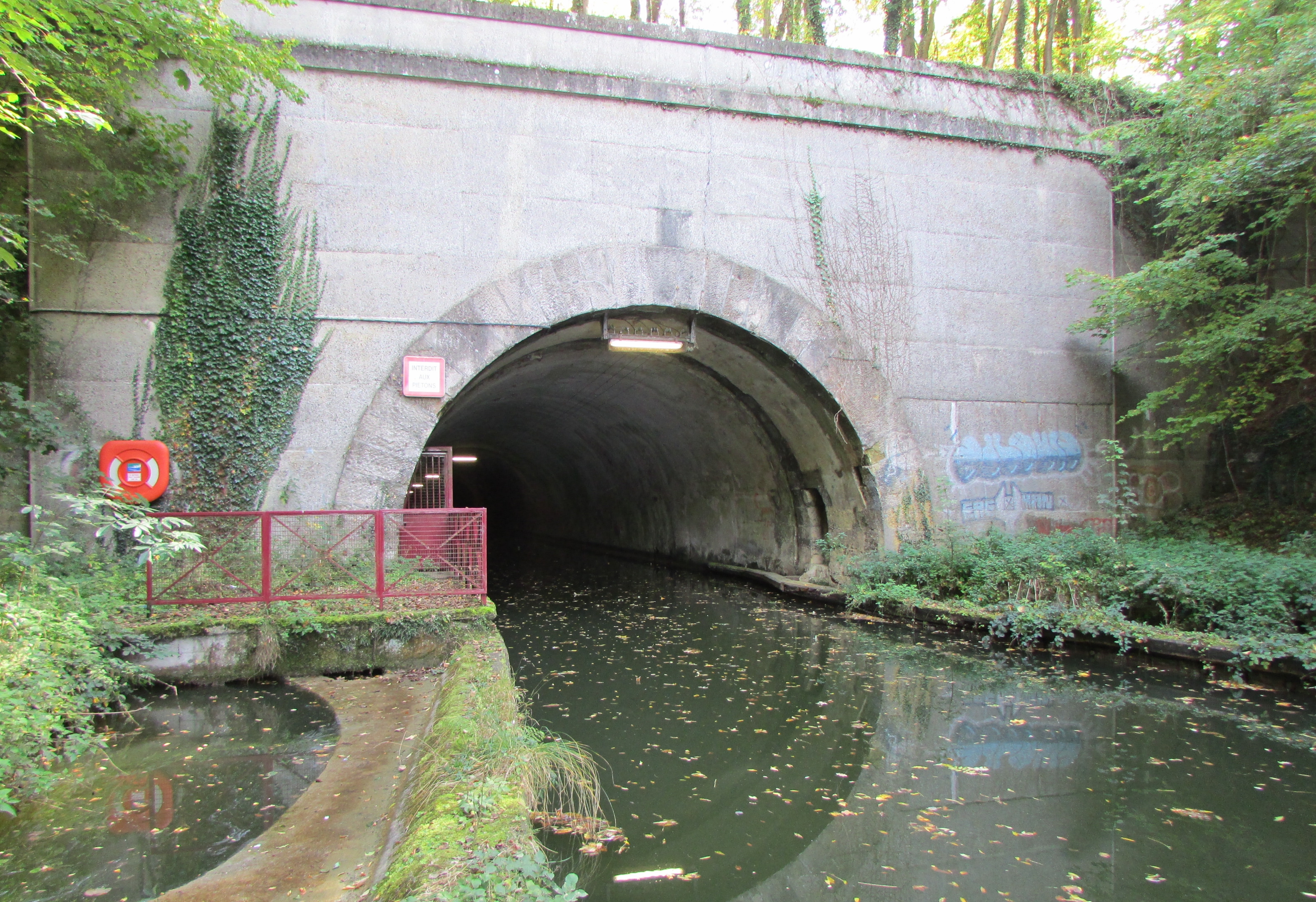
Sortie du souterrain du Tronquoy.
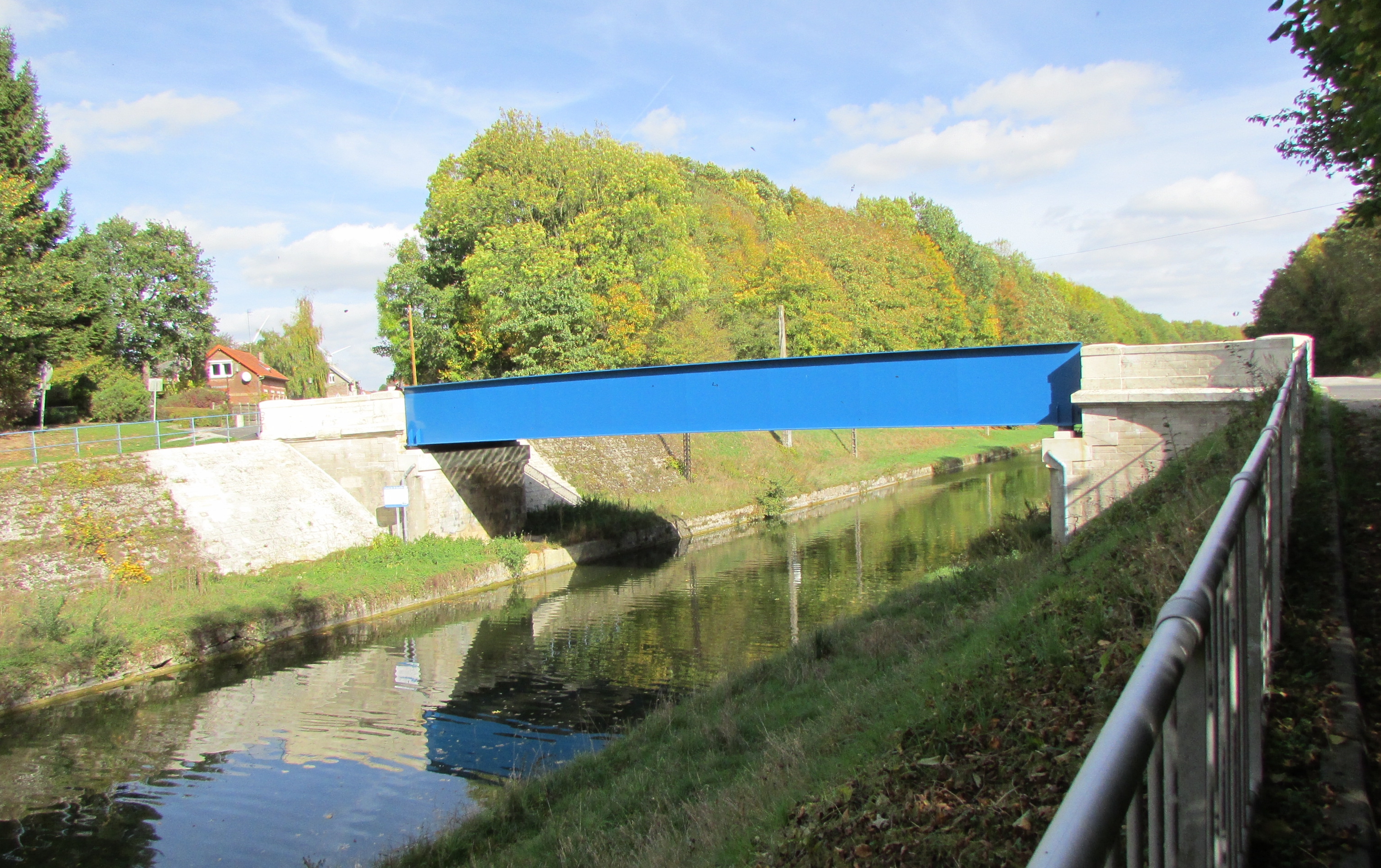
Le canal de Saint-Quentin sous le pont de Lehaucourt.

#### Gestion et qualité des eaux
Le territoire communal est couvert par le schéma d'aménagement et de gestion des eaux (SAGE) « Haute Somme ». Ce document de planification concerne un territoire de 1 798 km2 de superficie, délimité par le bassin versant de la Haute Somme est constitué d'un réseau hydrographique complexe de cours d'eau, de marais, d'étangs et de canaux. Le périmètre a été arrêté le 21 avril 2006 et le SAGE proprement dit a été approuvé le 15 juin 2017. La structure porteuse de l'élaboration et de la mise en œuvre est le syndicat mixte d'aménagement hydraulique du bassin versant de la Somme (AMEVA).
La qualité des cours d'eau peut être consultée sur un site dédié géré par les agences de l'eau et l'Agence française pour la biodiversité.

### Climat
Pour des articles plus généraux, voir Climat des Hauts-de-France et Climat de l'Aisne.
En 2010, le climat de la commune est de type climat océanique dégradé des plaines du Centre et du Nord, selon une étude du CNRS s'appuyant sur une série de données couvrant la période 1971-2000. En 2020, Météo-France publie une typologie des climats de la France métropolitaine dans laquelle la commune est dans une zone de transition entre le climat océanique et le climat océanique altéré et est dans la région climatique Nord-est du bassin Parisien, caractérisée par un ensoleillement médiocre, une pluviométrie moyenne régulièrement répartie au cours de l'année et un hiver froid (3 °C).
Pour la période 1971-2000, la température annuelle moyenne est de 10,2 °C, avec une amplitude thermique annuelle de 14,7 °C. Le cumul annuel moyen de précipitations est de 725 mm, avec 12 jours de précipitations en janvier et 9,2 jours en juillet. Pour la période 1991-2020, la température moyenne annuelle observée sur la station météorologique la plus proche, située sur la commune de Fontaine-lès-Clercs à 13 km à vol d'oiseau, est de 10,8 °C et le cumul annuel moyen de précipitations est de 683,4 mm,. Pour l'avenir, les paramètres climatiques de la commune estimés pour 2050 selon différents scénarios d'émission de gaz à effet de serre sont consultables sur un site dédié publié par Météo-France en novembre 2022.

## Urbanisme

### Typologie
Au 1er janvier 2024, Lehaucourt est catégorisée bourg rural, selon la nouvelle grille communale de densité à 7 niveaux définie par l'Insee en 2022.
Elle est située hors unité urbaine. Par ailleurs la commune fait partie de l'aire d'attraction de Saint-Quentin, dont elle est une commune de la couronne,. Cette aire, qui regroupe 120 communes, est catégorisée dans les aires de 50 000 à moins de 200 000 habitants,.

### Occupation des sols

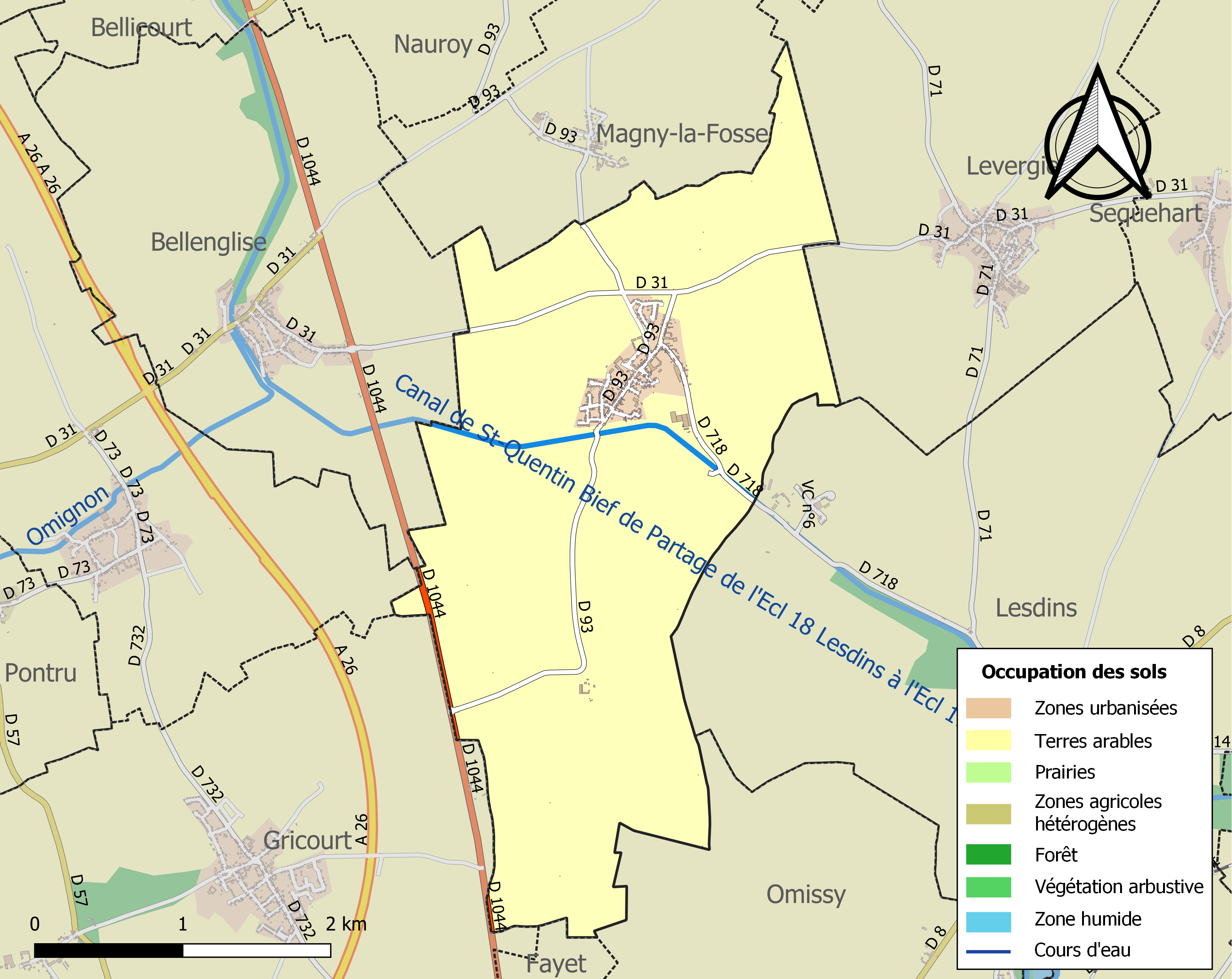
Carte de l'occupation des sols de la commune en 2018 (CLC).

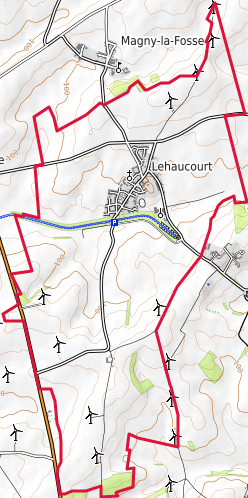
Carte topographique de la commune en 2022, montrant notamment l'implantation des éoliennes.

L'occupation des sols de la commune, telle qu'elle ressort de la base de données européenne d'occupation biophysique des sols Corine Land Cover (CLC), est marquée par l'importance des territoires agricoles (96,4 % en 2018), une proportion identique à celle de 1990 (96,4 %). La répartition détaillée en 2018 est la suivante : 
terres arables (96,4 %), zones urbanisées (3,6 %).
L'évolution de l'occupation des sols de la commune et de ses infrastructures peut être observée sur les différentes représentations cartographiques du territoire : la carte de Cassini (XVIIIe siècle), la carte d'état-major (1820-1866) et les cartes ou photos aériennes de l'IGN pour la période actuelle (1950 à aujourd'hui).

### Lieux-dits, hameaux et écarts
La commune compte un écart, Thorigny, au sud du village.

### Habitat et logement
En 2020, le nombre total de logements dans la commune était de 392, alors qu'il était de 379 en 2015 et de 347 en 2010.
Parmi ces logements, 94,6 % étaient des résidences principales, 0,3 % des résidences secondaires et 5,1 % des logements vacants. Ces logements étaient pour 82,6 % d'entre eux des maisons individuelles et pour 17,4 % des appartements.
Le tableau ci-dessous présente la typologie des logements à Lehaucourt en 2020 en comparaison avec celle de l'Aisne et de la France entière. Une caractéristique marquante du parc de logements est ainsi une proportion de résidences secondaires et logements occasionnels (0,3 %) inférieure à celle du département (3,4 %) et à celle de la France entière (9,7 %). Concernant le statut d'occupation de ces logements, 57,8 % des habitants de la commune sont propriétaires de leur logement (56,3 % en 2015), contre 61,6 % pour l'Aisne et 57,5 pour la France entière.
| Typologie                                               | Lehaucourt | Aisne | France entière |
| ------------------------------------------------------- | ---------- | ----- | -------------- |
| Résidences principales (en %)                           | 94,6       | 86,6  | 82,1           |
| Résidences secondaires et logements occasionnels (en %) | 0,3        | 3,4   | 9,7            |
| Logements vacants (en %)                                | 5,1        | 10,1  | 8,2            |

## Toponymie
Le nom de la localité est attesté sous les formes Alta curia[Quand ?], Hautcourt[Quand ?], Le Haucourt[Quand ?].
La commune, instituée par la Révolution française sous le nom de Lehaulcourt en 1793, puis de Le Haucourt en 1801, est renommée Lehaucourt fin 1998.

## Histoire

### Temps modernes

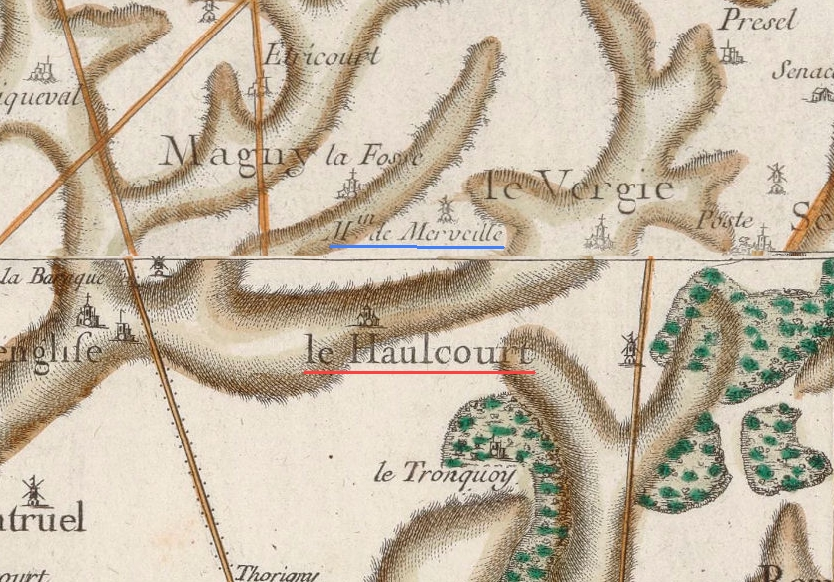
Lehaucourt sur la carte de Cassini (XVIIIe siècle).

Lehaucourt a été un centre du protestantisme picard, lié à la solidarité des seigneurs du lieu, la famille d'Aumale de Rieu, alliée à la Maison de Coligny, envers leurs coreligionnaires. Le temple est détruit sous Louis XIV et ses matériaux réutilisés pour la réparation de l'église catholique,.
A cette époque, la paroisse catholique relève du chapitre de l'abbaye du Mont-Saint-Martin de l'Ordre des Prémontrés à Gouy.

### Époque contemporaine
En 1874, et donc avant les destructions de la Première Guerre mondiale, Joachim Malézieux indiquait « C'est un village très pauvre, qu'aucune route fréquentée ne traverse. 11 y a, auprès d'un abreuvoir, sur une espèce de place publique, un énorme tilleul qu'on affirme être un arbre de la liberté ; mais il est certain que son âge a dû lui permettre d'assistei, déjà vieux, à la grande épopée de la révolution. Peut-être est-ce un de ces jalons plantés par Cassini pour sa carte de France. Peut-être est-ce tout simplement un arbre que l'indifférence ou l'absence de propriétaire a respecté.
Non loin de cet arbre s'élève la modeste église du village. Le portail qui ne manque pas d'un certain caractère est surmonté de deux arcades à jour qui devaient contenir autrefois de petites cloches carillonnant à l'air libre. À présent, les cloches sont dans le comble de l'église. Le portail a dû être construit au XVIe siècle. Le mur de la nef au nord contient des arcades ménagées de façon à permettre un agrandissement dans l'avenir ; agrandissement devenu maintenant problématique.
Sous les maisons du village, il existe une quantité de petits souterrains s'enlrecroisant et aboutissant â des salles assez spacieuses. Ce sont des caves de guerre, que justifie très-bien la proximité de l'ancien château-fort du « Tronquoi », lequel fut souvent et bien ravagé. Les habitants du pays nomment ces souterrains: Les muches, mot essentiellement picard qui veut dire : cachettes ».

#### Première Guerre mondiale
Le canal de Saint-Quentin était dans le secteur de Lehaucourt une section de la Ligne Hindenburg.
Le village est considéré comme détruit à la fin de la guerre et a  été décoré de la Croix de guerre 1914-1918, le 17 octobre 1920. Début 2020, la moitié environ des habitants sont revenus au village, mais habitent dans des baraquements.
Un camp de travail accueille au début de l'entre-deux-guerres un contingent de travailleurs chinois employés au déblaiement des ruines et la construction, mais également au déminage des terres, au nettoyage des tranchées ou enfin pour déterrer les dépouilles de soldats.

#### XXIesiècle
Au XXIe siècle, le village est devenu une commune ouvrière frappée à la fois par la crise agricole et la désindustrialisation de l'industrie textile et de la macanique (avec notamment la fermeture de l'usine Motobécane de Saint-Quentin.

## Politique et administration

### Intercommunalité
La commune est membre de la communauté de communes du Pays du Vermandois, créée fin 1993.

### Rattachements administratifs et électoraux

#### Rattachements administratifs
La commune se trouve dans l'arrondissement de Saint-Quentin du département de l'Aisne.
Elle faisait partie depuis 1801 du canton du Catelet. Dans le cadre du redécoupage cantonal de 2014 en France, cette circonscription administrative territoriale a disparu, et le canton n'est plus qu'une circonscription électorale.

#### Rattachements électoraux
Pour les élections départementales, la commune fait partie depuis 2014 du canton de Bohain-en-Vermandois.
Pour l'élection des députés, elle fait partie de la deuxième circonscription de l'Aisne.

### Intercommunalité
Lehaucourt est membre de la communauté de communes du Pays du Vermandois., un établissement public de coopération intercommunale (EPCI) à fiscalité propre créé fin 1993  et auquel la commune a transféré un certain nombre de ses compétences, dans les conditions déterminées par le code général des collectivités territoriales.

### Tendances politiques et résultats
Lors du second tour de l'élection présidentielle de 2017, les électeurs ont voté à 65 % pour Marine Le Pen.

### Liste des maires
| Période                                  | Période                        | Identité         | Étiquette | Qualité |
| ---------------------------------------- | ------------------------------ | ---------------- | --------- | --- |
| Les données manquantes sont à compléter. |                                |                  |           | |
|                                          |                                |                  |           | |
| avant 1871.                              |                                | M. Boury         |           | En fonction pendant la Bataille de Saint-Quentin de 1871 |
|                                          |                                |                  |           | |
| avant 1905                               |                                | Louis Decaudin   |           | Agriculteur, Président du CA de la SA agricole et sucrière de Lesdins |
|                                          |                                |                  |           | |
| avant 1954                               |                                | Arthur Pétreaux  |           | |
|                                          |                                |                  |           | |
|                                          | mars 1977                      | Clotaire Galopin |           | |
| mars 1977                                | 23 octobre 2019,               | Raymond Froment  | PCF       | Ancien ouvrier couvreur Suppléant du député Daniel Le Meur (1988-1993) Conseiller général du Catelet (2001 → 2015) Ancien président de l'association des maires ruraux de l'Aisne Chevalier de la Légion d'honneur Mort en fonction |
| décembre 2019                            | En cours (au 9 septembre 2023) | Michel Pinçon    | PCF       | Retraité du monde agricole Ancien président de la section du Secours populaire français Réélu pour le mandat 2020-2026 , |

### Jumelages

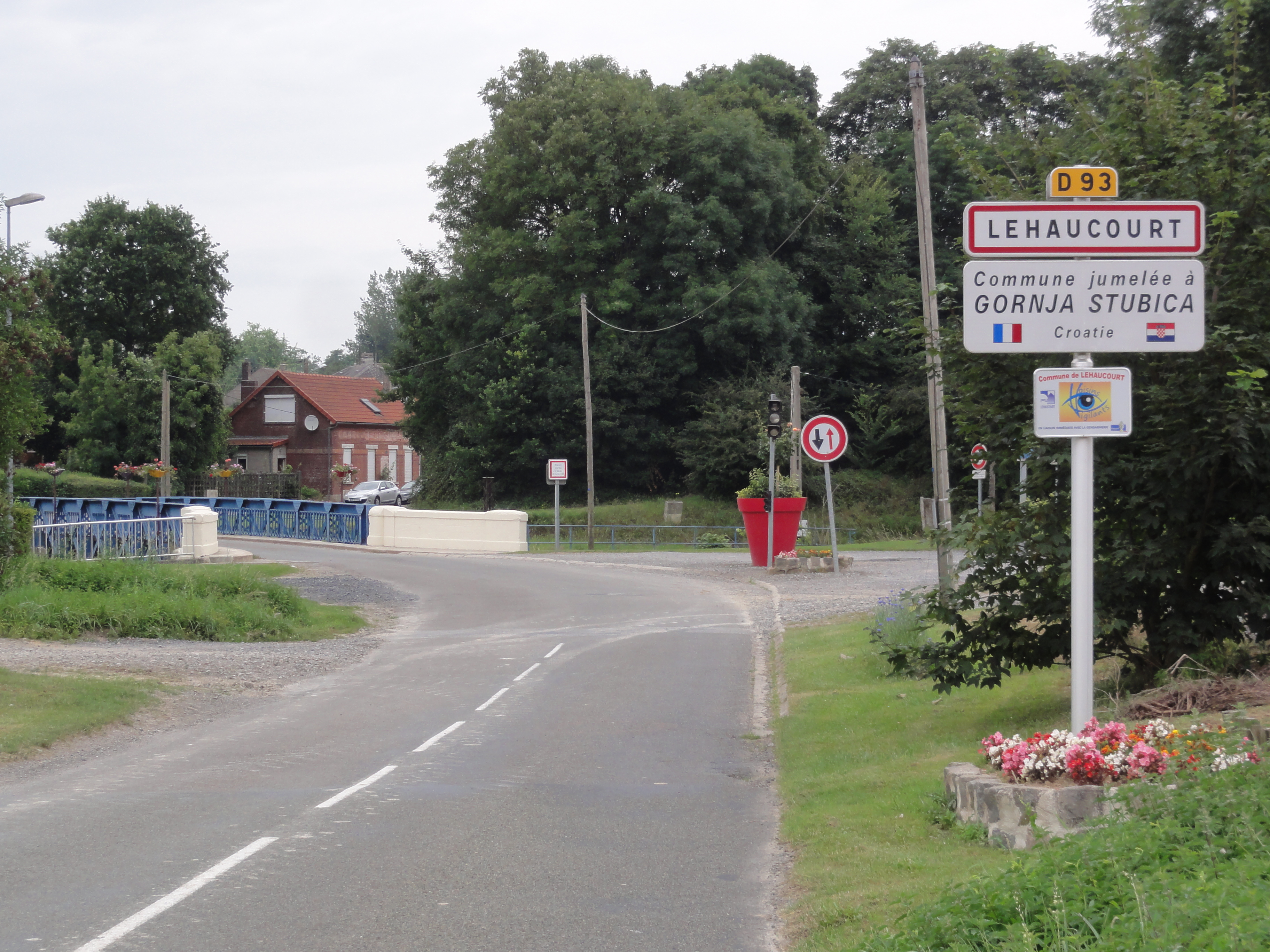
Panneau d'entrée d'agglomération et de jumelage.

La commune est jumelée avec  Gornja Stubica (Croatie)

## Équipements et services publics

### Eau et déchets
L'adduction en eau potable est assurée par le syndicat des eaux du Nord Est du canal de Saint-Quentin, dont l'exploitation est assurée, en 2023, par le groupe Véolia.

### Enseignement
Les enfants de la commune sont scolarisés avec ceux de Bellenglise  dans le cadre d'un regroupement pédagogique concentré dans l'école René-Gérard, où est assuré l'enseignement du picard

### Santé
En 2017, la municipalité a suscité l'installation d'un médecin roumain, pour succéder au départ à la retraite de son prédecesseur.

## Population et société

### Démographie
L'évolution du nombre d'habitants est connue à travers les recensements de la population effectués dans la commune depuis 1793. Pour les communes de moins de 10 000 habitants, une enquête de recensement portant sur toute la population est réalisée tous les cinq ans, les populations de référence des années intermédiaires étant quant à elles estimées par interpolation ou extrapolation. Pour la commune, le premier recensement exhaustif entrant dans le cadre du nouveau dispositif a été réalisé en 2007.

En 2022, la commune comptait 832 habitants, en évolution de −6,09 % par rapport à 2016 (Aisne : −1,97 %, France hors Mayotte : +2,11 %).
| 1793 | 1800 | 1806 | 1821 | 1831 | 1836 | 1841 | 1846 | 1851 |
| ---- | ---- | ---- | ---- | ---- | ---- | ---- | ---- | ---- |
| 460  | 432  | 457  | 495  | 612  | 654  | 647  | 723  | 770  |

| 1856 | 1861 | 1866 | 1872 | 1876 | 1881 | 1886 | 1891 | 1896 |
| ---- | ---- | ---- | ---- | ---- | ---- | ---- | ---- | ---- |
| 770  | 793  | 757  | 747  | 701  | 630  | 612  | 592  | 583  |

| 1901 | 1906 | 1911 | 1921 | 1926 | 1931 | 1936 | 1946 | 1954 |
| ---- | ---- | ---- | ---- | ---- | ---- | ---- | ---- | ---- |
| 551  | 568  | 506  | 360  | 497  | 383  | 367  | 351  | 349  |

| 1962 | 1968 | 1975 | 1982 | 1990 | 1999 | 2006 | 2007 | 2012 |
| ---- | ---- | ---- | ---- | ---- | ---- | ---- | ---- | ---- |
| 387  | 428  | 760  | 764  | 803  | 832  | 770  | 761  | 930  |

| 2017 | 2022 | - | - | - | - | - | - | - |
| ---- | ---- | - | - | - | - | - | - | - |
| 877  | 832  | - | - | - | - | - | - | - |

### Sports et loisirs
Un city-stade est aménagé en 2024 près du gymnase préexistant construit dans les années 1970.

## Économie
En 2017, la commune a un tissu commercial en difficulté, avec notamment une pharmacie et un salon de coiffure.

## Culture locale et patrimoine

### Lieux et monuments

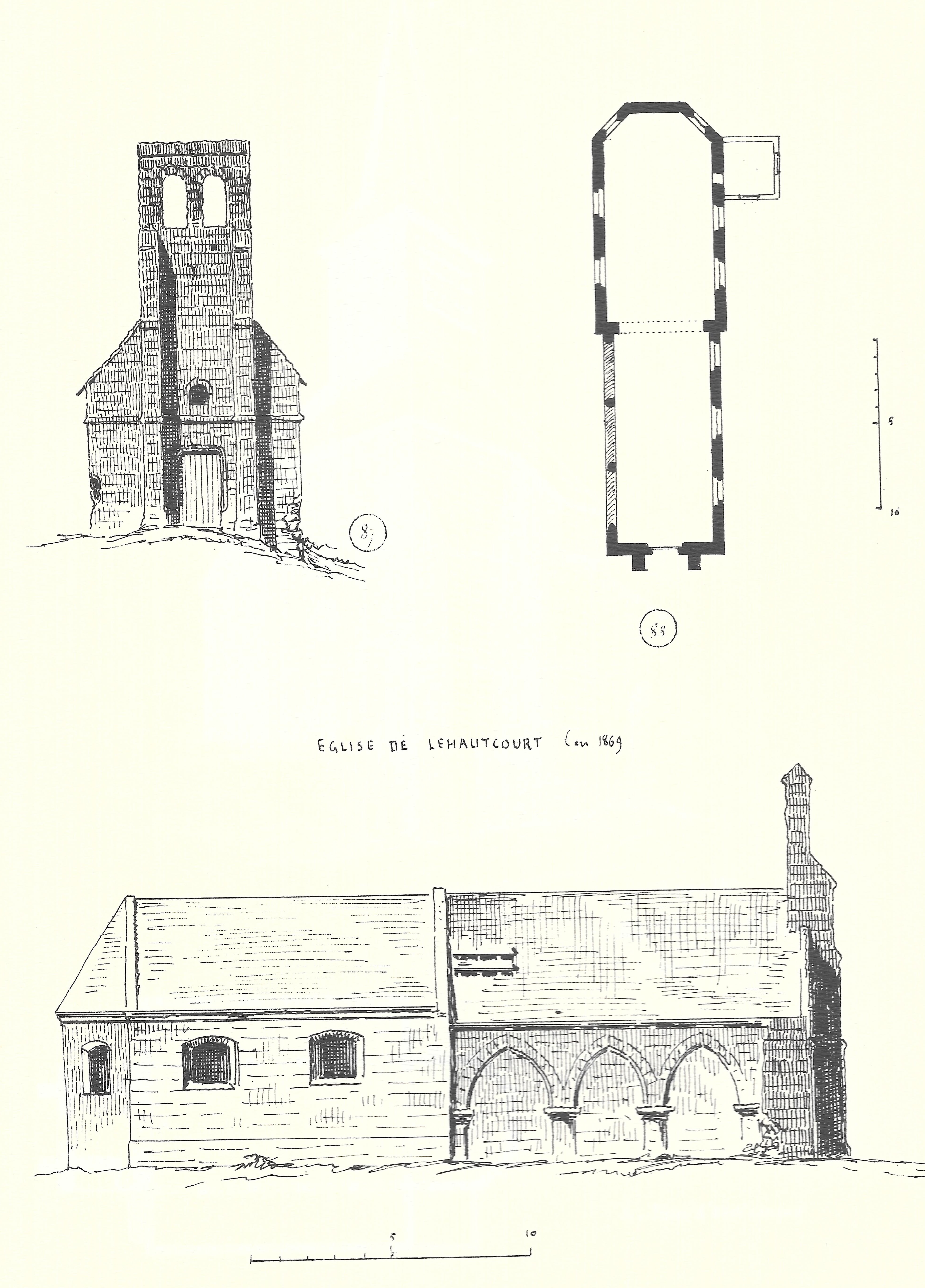
L'église précédente vers 1870.
Dessin de Joachim Malézieux (1851/1906)

- Église Saint-Géry, reconstruite après la guerre de 1914-1918.
- Monument aux morts[41].
- Le canal de Saint-Quentin et un bout du tunnel du Tronquoy.
- Croix de chemin.

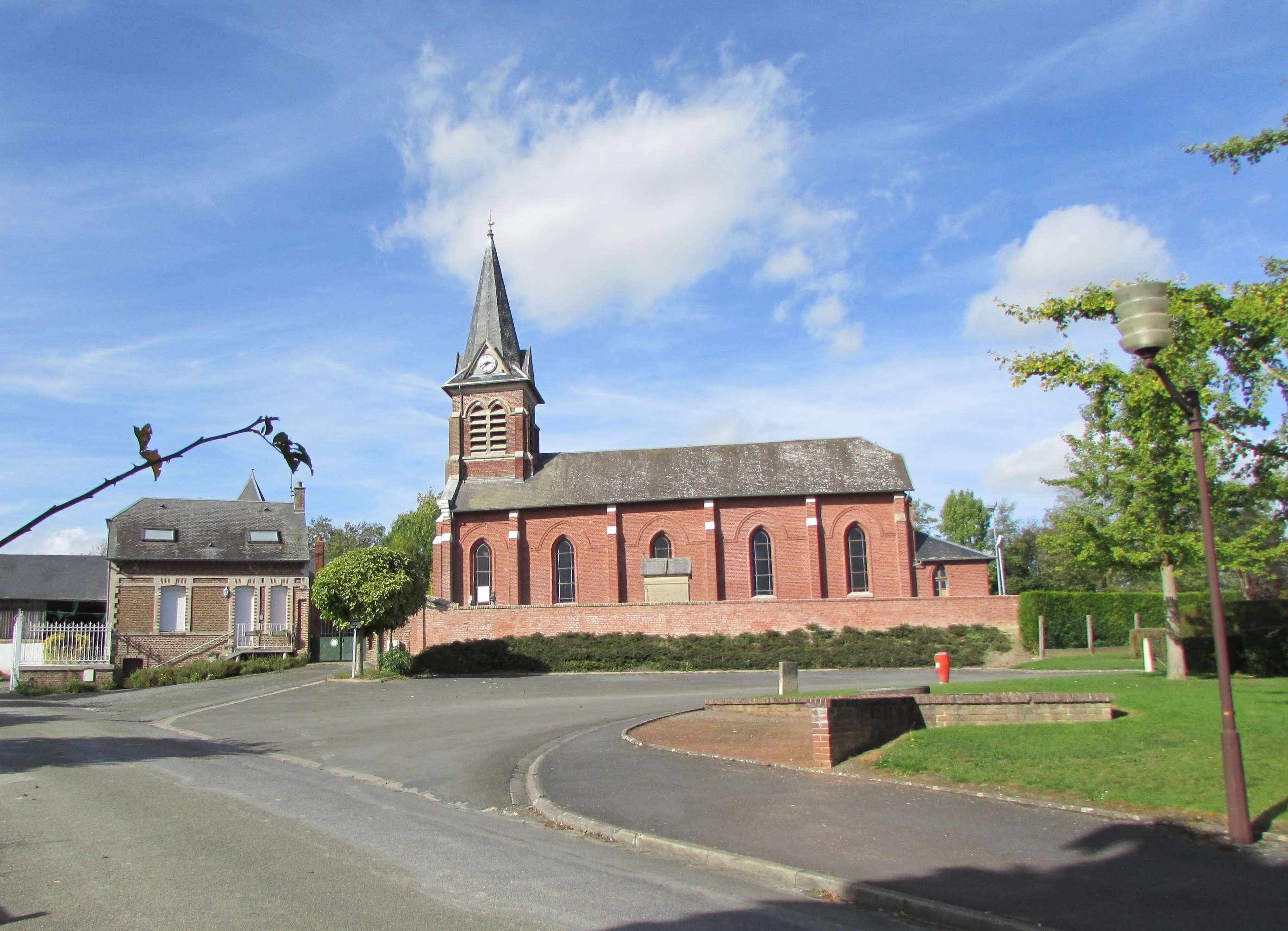
Église Saint-Géry.
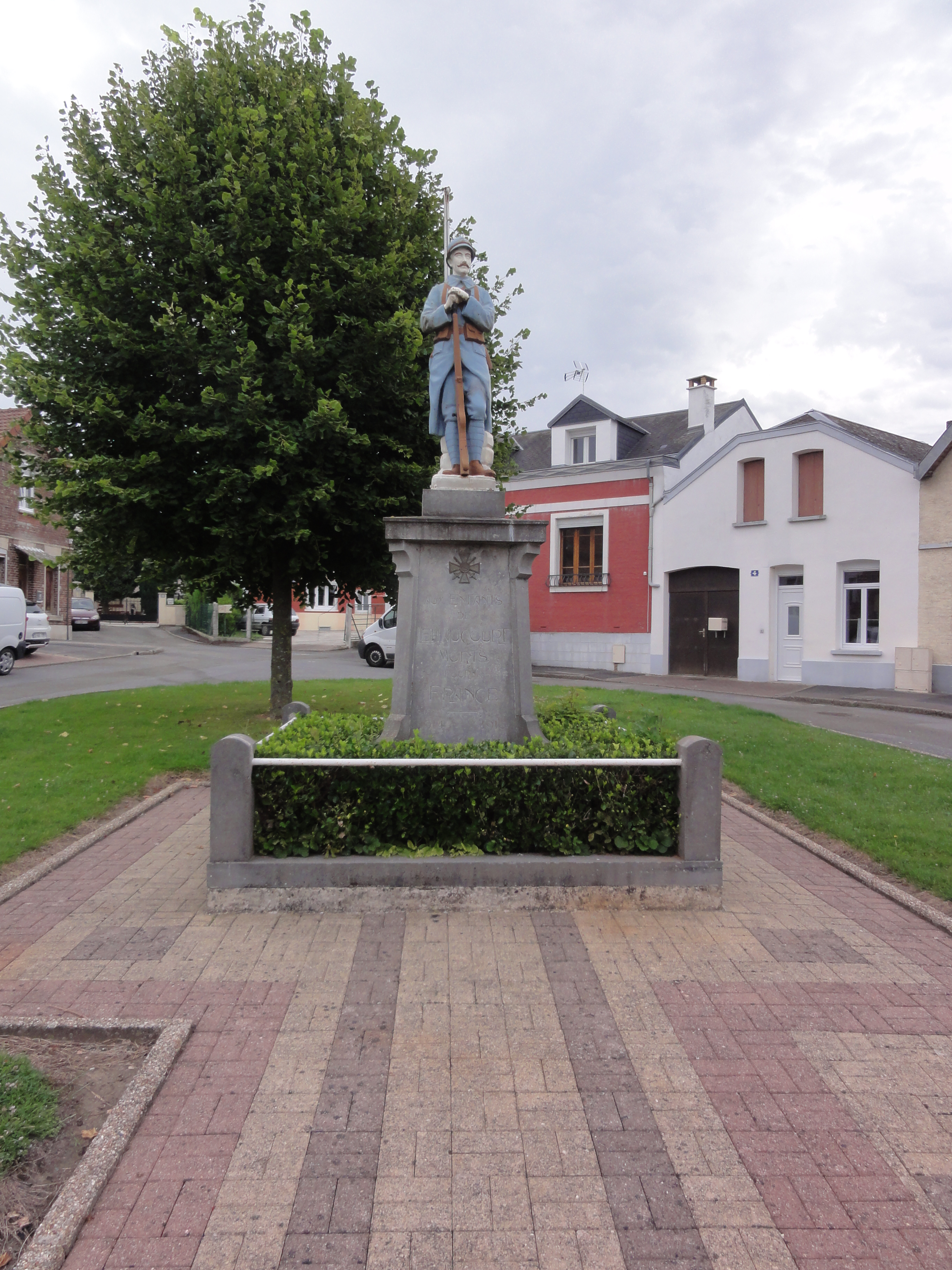
Monument aux morts.
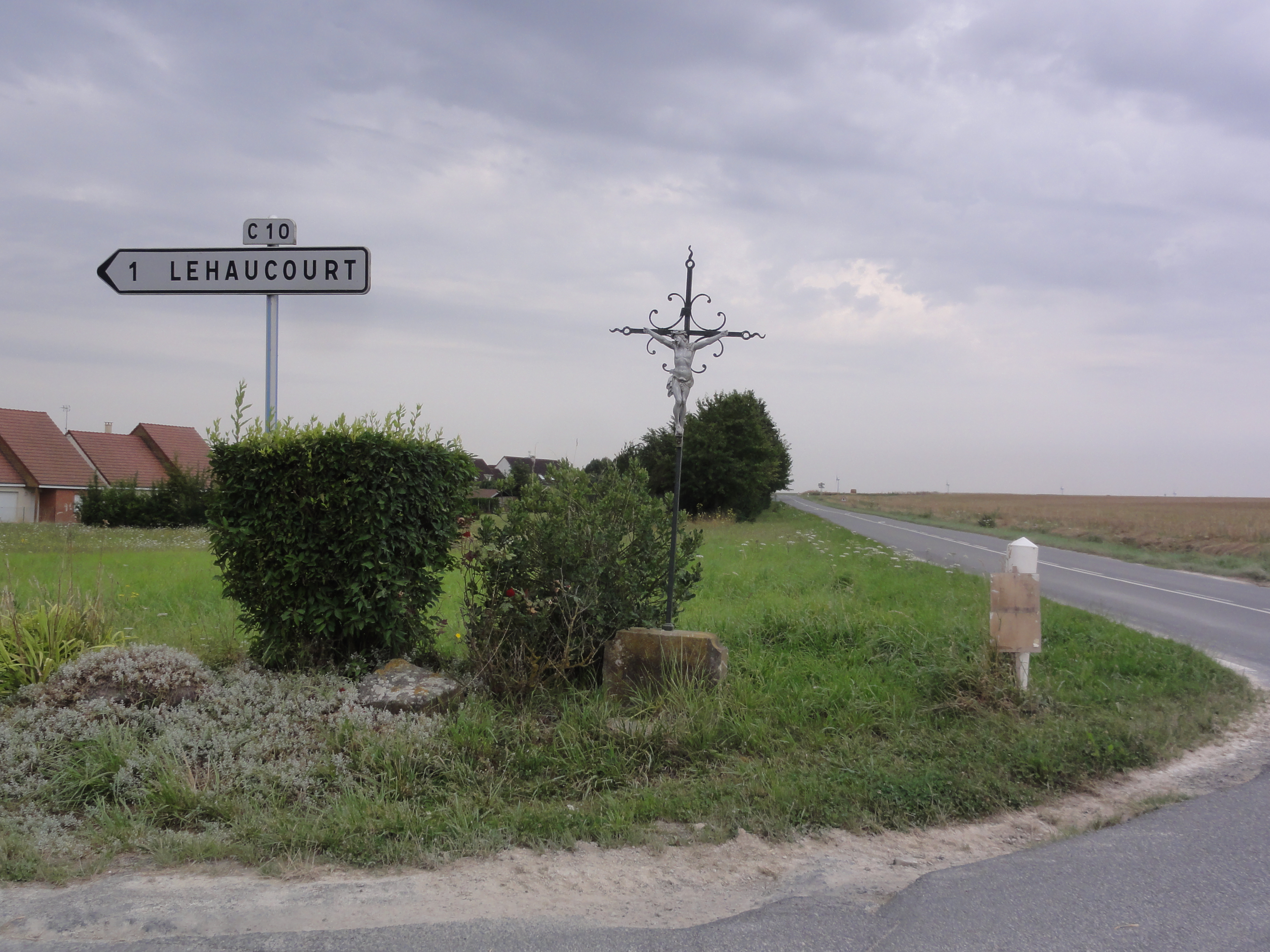
Croix de chemin.